# Höllgasse (Freistadt)

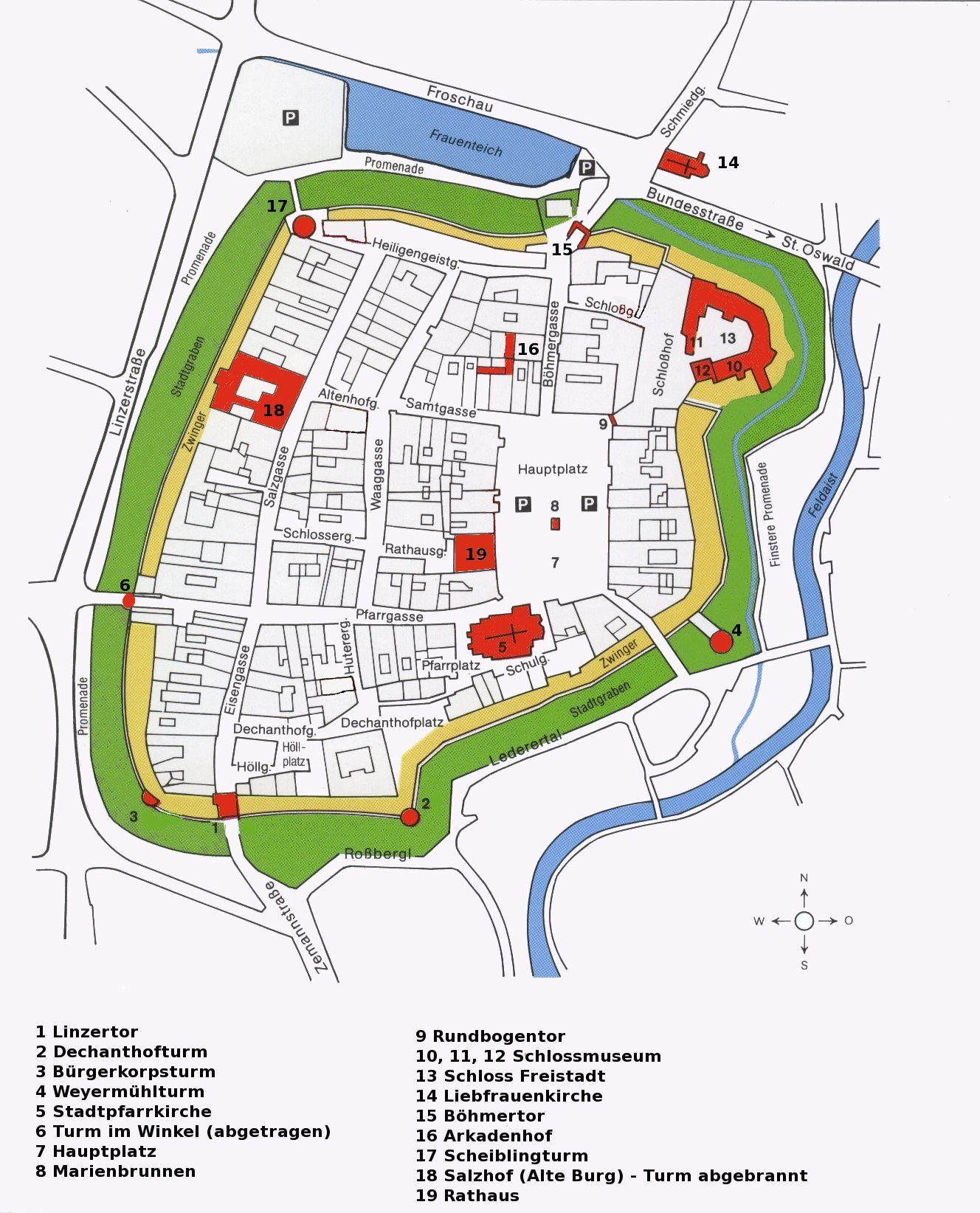
Die Altstadt mit dem Verlauf der Höllgasse

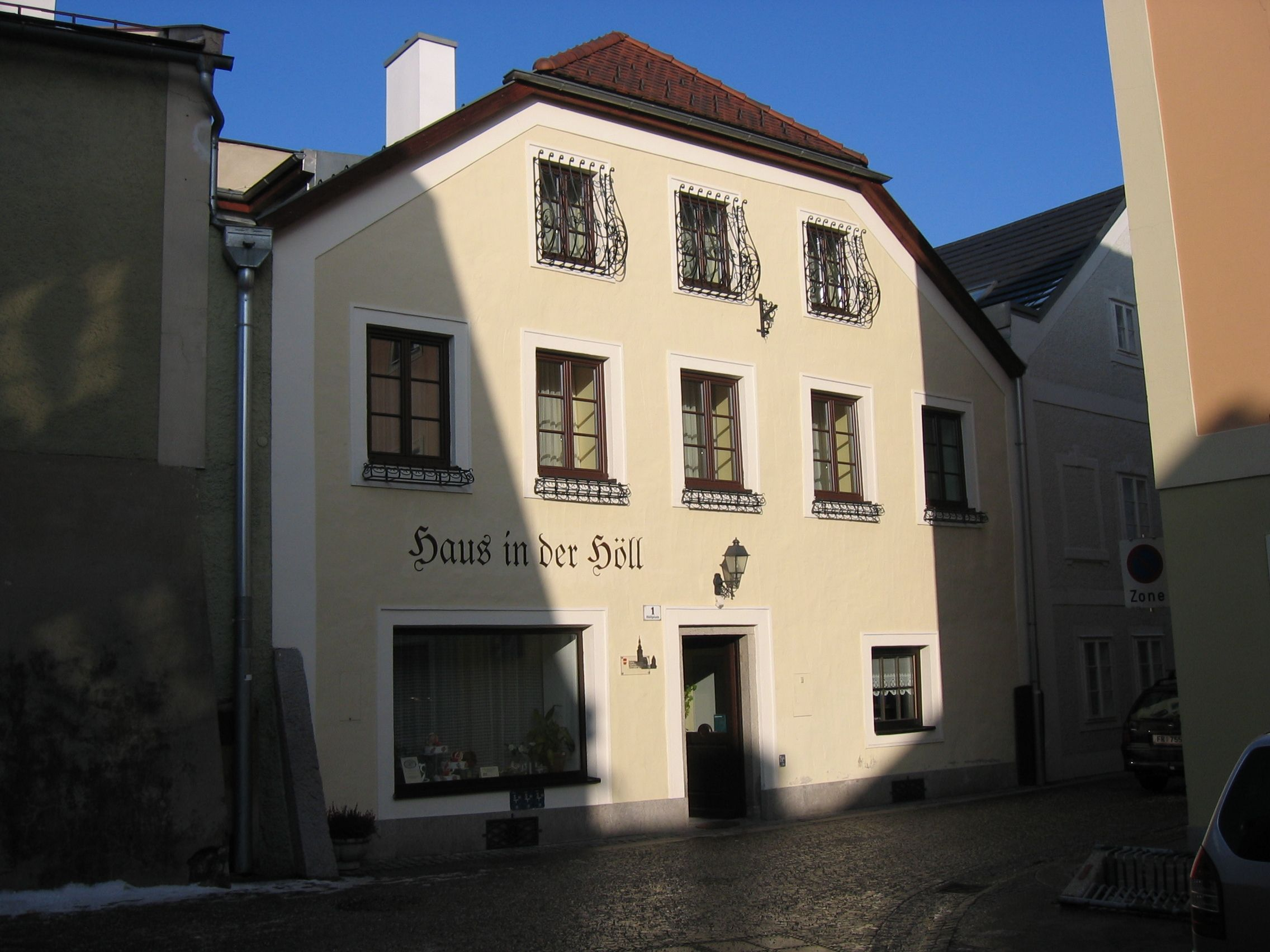
Höllplatz Nr. 1

Die Höllgasse ist eine rund 30 Meter lange Straße in Freistadt im oberösterreichischen Mühlviertel. Die Gasse wurde bereits bei der Stadtgründung im 13. Jahrhundert angelegt und liegt innerhalb der Stadtmauern der Altstadt. Die Gasse beginnt in der Nähe des Linzertors und endet am Höllplatz. Der Höllplatz ist ein kleiner, fast rechteckiger Platz, der rund 20 Meter lang ist und bis zur Dechanthofgasse reicht.
Entlang der heutigen Höllgasse und dem Höllplatz stehen nur acht Häuser, davon sind vier denkmalgeschützt. Bei den beiden großen Stadtbränden 1507 und 1516 wurden alle Häuser der Stadt vernichtet, so auch in diesem Bereich. Auf Grund der Stadtbrände sind viele alte Dokumente aus der Erbauungszeit der Häuser verloren gegangen.
Seit rund sieben Jahren werden Pläne zur Umwandlung der Eisengasse und des angrenzenden Höllplatzes in eine Fußgängerzone im Gemeinderat diskutiert. Bislang wurde keine Mehrheit für die Einrichtung erzielt. Die betroffenen Gewerbetreibenden der Eisengasse sind gegen dieses Projekt.

## Denkmalgeschützte Bauten
Sortiert nach heutigen Hausnummern mit Angabe der ehemaligen Adresse im Mittelalter in Klammer. Diese Gebäude wurden bis 2004 in die Denkmalliste Österreichs aufgenommen.
Eckhaus Höllgasse 3/Eisengasse 11/Dechanthofgasse 2 (Bürgerhaus, früher Stadt Nr. 44)
Ein Gebäude mit dem Baukern aus dem 17. Jahrhundert, das in der zweiten Hälfte des 19. Jahrhunderts umgestaltet wurde. Außen zeigt sich ein steinernes Rundbogenportal mit abgefassten Gewänden. Im Inneren sind Traversengewölbe und Stichkappengewölbe zu finden. Ebenso besteht eine gewendelte Steintreppe mit gusseisernem Geländer aus der Zeit um 1900. Seit 1966 steht das Haus unter Denkmalschutz.
Höllgasse 4 (Gasthaus, früher Stadt Nr. 53)
Ein teilweise erneuertes Gebäude mit Schopfwalmdach, das 1387 erstmals urkundlich erwähnt wurde und seit 1995 unter Denkmalschutz steht. Teile stammen aus dem Ende des 16. Jahrhunderts, 1736 erfolgte ein Umbau. An der Ecke steht ein Rundturm aus dem ersten Drittel des 17. Jahrhunderts. Die Fassade besitzt Reste eines barocken Dekors. Im Inneren besteht ein Raum mit einem Stichkappentonnengewölbe. Heute ist in diesem Haus der Gasthof Pirklbauer untergebracht.
Höllplatz 3 (Bürgerhaus, früher Stadt Nr. 51)
Das Gebäude ist mit dem Haus Höllplatz 2 verbunden und die Pension Hubertus ist darin untergebracht. Das dreigeschoßige Gebäude stammt aus dem 16. Jahrhundert, wurde im 20. Jahrhundert umgebaut und steht seit 1995 unter Denkmalschutz. 1530 wurde das Gebäude erstmals urkundlich erwähnt
Höllplatz 4 (Wohnhaus, früher Stadt Nr. 52)
Ein teilweise erneuertes, zweigeschoßiges Wohnhaus, das aus dem 16. Jahrhundert stammt. 1909 erfolgte eine Aufstockung. Im Inneren findet sich im Erdgeschoß eine verputzte Holzdecke mit Rüstbaum, die vermutlich aus dem 16. Jahrhundert stammt. Das Gebäude steht seit 1995 unter Denkmalschutz.

## Denkmalwürdige Bauten
Diese Gebäude standen bis 2004 noch nicht unter Denkmalschutz, erfüllen jedoch die Bedingungen (Alter, Erhaltungswert) zur unter Schutz Stellung.
Eckhaus Höllgasse 1/Eisengasse 13 (Bürgerhaus, früher Stadt Nr. 45)
Ein dreigeschoßiges Bürgerhaus, das urkundlich erstmals 1524 erwähnt wurde. Das Gebäude wurde Ende des 19. Jahrhunderts umgebaut und aufgestockt. Die Fassade ist historisch.